# 木村林之助
木村 林之助（きむら りんのすけ）は、大相撲の行司の名跡の一つ。これまでは出羽海部屋の行司が襲名している。1990年1月場所以降、空きとなっていたが、2007年1月場所より、幕下格の木村保之助が改名して襲名。2011年1月場所から再び空き名跡となっている。

## 発祥
大阪相撲に所属していた木村錦太夫が、1924年に東京相撲に移籍。その際、木村林之助と改名したのが始まりである。
彼が名乗った後は、彼の弟子達が襲名している。

## 襲名者代々
- 初代　1925年春場所～1935年夏場所まで。1936年春場所、初代木村容堂を襲名。のちの22代木村庄之助。

- 2代　初代の預かり弟子。1951年秋場所～1961年九州場所まで。ただし1949年5月場所～1951年5月場所までは式守林之助を名乗っていた。1962年1月場所からは8代式守錦太夫を襲名。のちの28代木村庄之助。

- 3代　初代の弟子。1966年秋場所～1989年九州場所まで。1990年1月場所に2代木村容堂を襲名。のちの30代木村庄之助。

- 4代　3代目の弟子。本名小林亮太（1977年4月17日-）埼玉県出身。幕下格ながら、2007年初場所に三段目格から昇格したのを機に4代目を襲名したものの、2010年1月から2月に亘る不祥事(当時の妻及び実子への暴行)により、執行猶予付きの有罪判決を受けたことを機に返上[1]。現在は木村千鷲（ちしゅう）を名乗り、2015年5月場所より十両格に昇進。